# Re-ac-tor
Re-ac-tor – album studyjny Neila Younga nagrany pomiędzy październikiem 1980 r. z lipcem 1981 r. i wydany przez firmę nagraniową Reprise w 28 października 1981 r.

## Historia i charakter albumu
Album został nagrany z grupą Crazy Horse. Jego styl powstał w wyniku zmieszania gitarowego stylu grupy z lat 70. XX w. i Nowej fali.
Jest to także pierwszy album Younga, na którym wykorzystał synklavier, którego użycie mocno zaznaczy się na kilku następnych płytach artysty.
Album został przyjęty nieprzychylnie. Jedynym utworem, który zebrał przychylne recenzje, był "Shots" – ostatni utwór albumu.
Na tylnej stronie okładki Young umieścił "Modlitwę o spokój" w języku łacińskim:
- "Deus, dona mihi serenitatem accipere res quae non possum mutare, fortitudinem mutare res quae possum, atque sapientiam differentiam cognoscere."

W polskim tłumaczeniu:
- "Boże, daj mi spokój akceptowania rzeczy, których nie mogę zmienić, odwagę zmieniania rzeczy, które mogę zmienić, i mądrość rozróżnienia pomiędzy nimi".

## Muzycy
Neil Young & Crazy Horse
- Neil Young – gitara, pianino, wokal
- Frank Sampedro – gitara, wokal
- Billy Talbot – gitara basowa, wokal
- Ralph Molina – perkusja, instrumenty perkusyjne, wokal

## Spis utworów
| 1. | Op-er-a Star                   | 3:31  |
|    |                                |       |
| 2. | Surf-er Joe and Moe the Sleaze | 4:15  |
|    |                                |       |
| 3. | T-bone                         | 9:10  |
|    |                                |       |
| 4. | Get Back on It                 | 2:14  |
|    |                                |       |
| 5. | South-ern Pac-i-fic            | 4:07  |
|    |                                |       |
| 6. | Mo-tor Cit-y                   | 3:11  |
|    |                                |       |
| 7. | Rap-id Tran-sit                | 4:35  |
|    |                                |       |
| 8. | Shots                          | 7:42  |
|    |                                |       |
|    |                                | 38:45 |
|    |                                |       |

## Opis płyty
- Producent – Neil Young, David Briggs, Tim Mulligan
- Studio – Modern Recorders, Redwood City, Kalifornia
- Data nagrania – 9 października 1980–21 lipca 1981
- Kierownictwo – Elliot Roberts
- Dyrektor artystyczny – Simon Levy
- Cyfrowy Remastering – Tim Mulligan
- Studio – Redwood Digital, Woodside, Kalifornia
- Przeniesienienie z analogowego zapisu na cyfrowy – John Newland
- Długość – 38 min. 05 sek.
- Gitary – Larry Cragg
- Wzmacniacze i elektronika – Salvatore Trentino
- Firma nagraniowa – Reprise
- Numer katalogowy – 48498-2
- ©1981 Silver Fiddle Music

## Listy przebojów

### Album
| Rok  | Lista                    | Pozycja |
| ---- | ------------------------ | ------- |
| 1981 | Billboard. Albumy popowe | 27      |